# Rory Winston
Rory Winston, Pseudonym Ronald Winter (* in Montreal) ist ein amerikanischer Schriftsteller und Dichter.

## Leben
Rory Winston ist ein Sohn jüdischer Ungarn. Er wuchs in New York auf, wo er bis heute lebt.
Zu seinen bekannten Werken zählt das Stück Turn left at Gilgamesh. In dem Stück um die drei Charaktere Boz, Kizzy und Dale, dreht sich die Entwicklung der Zivilisation rund um eine Anhäufung von Missverständnissen.
Zeitweise war Rory Winston als Redakteur für ein finnisches Magazin über zeitgenössische Literatur tätig.
Neben seiner Arbeit als Autor und Dichter, arbeitet Rory Winston auch als Texter für diverse Bands aus Finnland, Schweden und dem United Kingdom, teils auch als Ghostwriter.
Für die finnische Band Indica schrieb Rory zusammen mit Frontfrau Jonsu an den Texten für das Album A WAY AWAY, welches 2010 bei NBR erschien. Hierzu entwickelte er englischsprachige Texte für bis dato finnischsprachige Songs der Band.
Winston trat auch als Autor unter dem Pseudonym Ronald Winter für TV-Serien in Erscheinung.

## Filmografie
- 1994: The George Carlin Show
- 1995: Kosketa minua
- 1997: Ota ja omista
- 2004: Tough Crowd with Colin Quinn